# June Allyson
June Allyson, pseudonimo di Eleanor Geisman (New York, 7 ottobre 1917 – Ojai, 8 luglio 2006), è stata un'attrice, cantante e ballerina statunitense.

## Biografia
June Allyson nacque come Eleanor Geisman, soprannominata Ella, nel quartiere del Bronx, a New York, da Clara (nata Provost) e Robert Geisman. I suoi nonni paterni, Harry Geisman e Anna Hafner, erano immigrati dalla Germania, sebbene la Allyson pretendesse che il suo cognome fosse originariamente "Van Geisman", e che fosse d'origine olandese. Le biografie la citano come "Jan Allyson", nata da genitori franco-britannici. Alla sua morte, la sorella disse che June era nata come "Eleanor Geisman da una madre francese e un padre olandese".

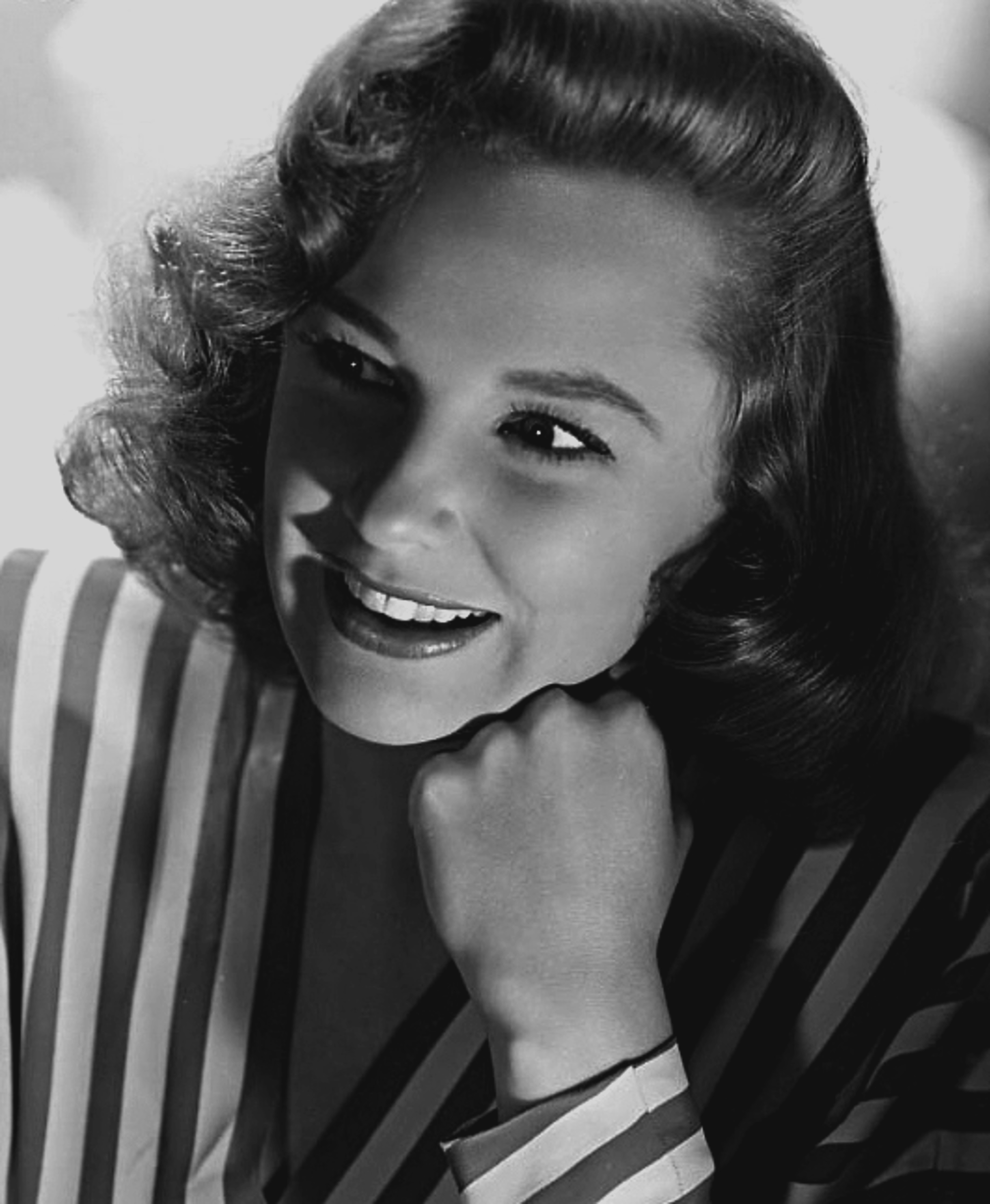
June Allyson nel 1944

Nell'aprile del 1918, quando la Allyson aveva solo sei mesi, il padre, alcolizzato, che lavorava come guardiano, abbandonò la famiglia. La Allyson fu allevata in uno stato di quasi assoluta povertà, dai suoi nonni materni. Per sopravvivere, sua madre lavorò come telefonista e cassiera di ristorante e quando riusciva a risparmiare abbastanza soldi, si riuniva occasionalmente alla figlia, ma più spesso la Allyson restava "parcheggiata" presso i suoi nonni o altri parenti.
Nel 1925, quando la Allyson aveva otto anni, un ramo secco d'un albero le rovinò addosso mentre giocava col suo triciclo, con il suo piccolo terrier a rimorchio. Il pesante ramo uccise il cagnolino e fratturò la spina dorsale della Allison. I medici dissero che non avrebbe più potuto camminare e le applicarono per quattro anni un gravoso bustino d'acciaio che andava dal collo alle anche. Recuperò infine la sua salute ma quando divenne famosa, era terrorizzata dalla possibilità che la gente potesse scoprire il suo doloroso passato e parlò negli studi di una sua passata "vita rosea", inclusa una storia intricata circa i mesi che avrebbe dedicato ad esercizi di nuoto nella speranza di diventare una campionessa di quello sport. Nelle sue ultime memorie la Allyson descrisse un programma estivo di nuoto da lei seguito che l'avrebbe aiutata dal punto di vista fisico.
Dopo una faticosa riabilitazione che la portò dalla sedia a rotelle alle grucce per poi riavere la possibilità di camminare senza impedimenti ulteriori, la prima vera "fuga" della Allyson dalla sua misera vita fu quella di andare al cinema, dove fu estasiata dai film di Ginger Rogers e Fred Astaire. Nell'età adolescenziale, imparò a memoria i passi di danza di Ginger Rogers e affermò in seguito di aver visto Cerco il mio amore (The Gay Divorcee) diciassette volte. Tentò anche di emulare il modo di cantare delle star del cinema, sebbene non avesse alcuna possibilità di registrare la musica. Quando sua madre si risposò e la famiglia fu riunita e fruì di un più confortevole standard finanziario, la determinazione e l'ambizione della Allyson la portarono ad entrare nella Ned Wayburn Dancing Academy, cominciando a prender parte a gare di danza sotto il nome di "Elaine Peters."
Con la morte del suo patrigno e con un futuro tranquillizzante davanti a sé, lasciò la scuola di danza dopo aver frequentato solo i primi due anni e mezzo, per cercare lavoro come ballerina. Il suo primo lavoro, pagato 60 dollari a settimana, fu quello di ballerina di tip-tap al Lido Club di Montreal. Tornata a New York, trovò lavoro come attrice in cortometraggi prodotti dalle Educational Pictures. La svolta si ebbe quando il cast delle Educational Pictures le offrì di lavorare assieme al cantante Lee Sullivan, ai ballerini comici Herman Timberg Jr., Pat Rooney Jr. e alla futura star cinematografica Danny Kaye. Quando le Educational cessarono di operare, la Allyson si spostò alla Vitaphone di Brooklyn, cominciando a lavorare col ballerino Hal Le Roy in piccoli short musicali.

### Inizi
Alternando il lavoro al Copacabana Club con la recita di piccoli ruoli presso Vitaphone, la piccola (1.55 m) e snella (meno di 40 kg) Allyson dai capelli rossi nel 1938 fece parte del coro nel musical Sing out the News a Broadway.

### Decesso
A seguito di un intervento chirurgico nel 2003, la salute di Allyson incominciò a deteriorarsi. Con il marito accanto, morì l'8 luglio 2006 nella propria abitazione a Ojai, California, all’età di 88 anni. Il decesso fu causato da una difficoltà respiratoria polmonare e da una bronchite acuta.

## Vita privata

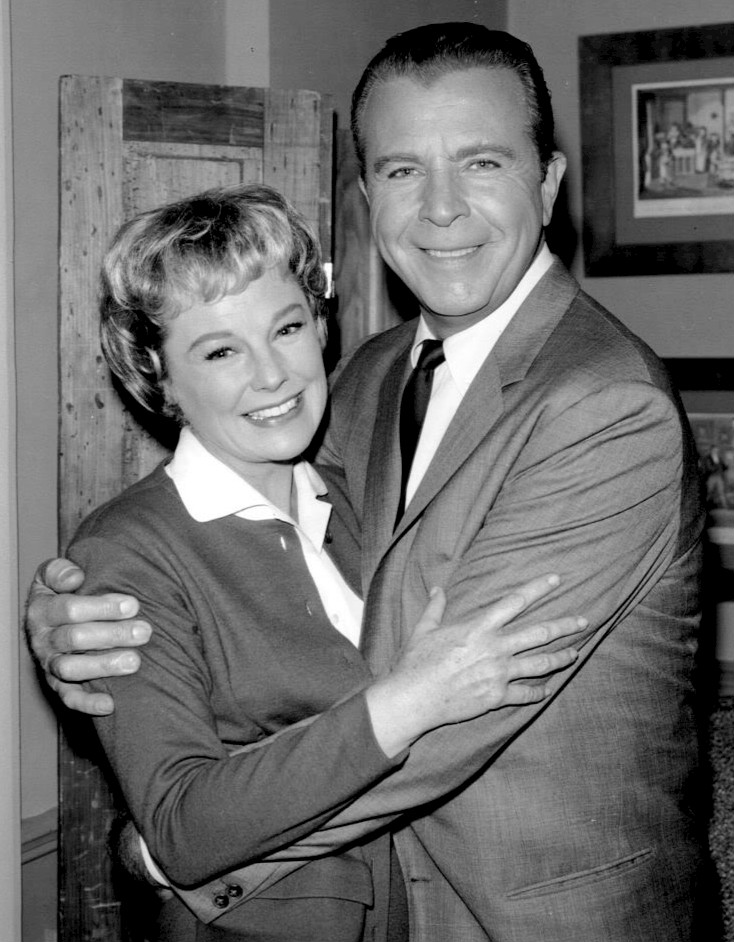
June Allyson con Dick Powell nel 1962

Il 19 agosto 1945 la Allison sposò l'attore Dick Powell; la coppia ebbe due figli, uno adottivo e uno naturale. Nel 1961 la coppia divorziò, ma prima che il divorzio divenisse formalmente definitivo si riconciliarono e rimasero uniti fino alla morte di lui, avvenuta nel 1963. Allison si risposò presto con il barbiere del defunto marito, Glenn Maxwell. I due divorziarono e poi si risposarono un paio di volte tra il 1963 e il 1970. In questo periodo fu affetta da alcolismo, che superò verso la metà degli anni 1970. 
Nel 1976, Allyson sposò David Ashrow, un dentista diventato attore. La coppia recitò occasionalmente insieme in teatri regionali e tra la fine degli anni 1970 e l'inizio dei 1980 girarono per gli Stati Uniti recitando in teatro My Daughter, Your Son.

## Filmografia

### Cinema
- Swing for Sale, regia di Joseph Henabery (1937)
- Pixilated, regia di Al Christie (1937)
- Ups and Downs, regia di Roy Mack (1937)
- Dime a Dance, regia di Al Christie (1937)
- Dates and Nuts, regia di Robert Hall (1937)
- Swing for Sweetie, regia di Al Christie (1938)
- The Prisoner of Swing, regia di Roy Mack (1938)
- The Knight Is Young, regia di Roy Mack (1938)
- Rollin' in Rhythm, regia di Roy Mack (1939)
- All Girl Revue, regia di Lloyd French (1940)
- Best Foot Forward, regia di Edward Buzzell (1943)
- Girl Crazy, regia di Norman Taurog e Busby Berkeley (1943)
- La parata delle stelle (Thousands Cheers), regia di George Sidney (1943)
- Due ragazze e un marinaio (Two Girls and a Sailor), regia di Richard Thorpe (1944)
- Meet the People, regia di Charles Reisner (1944)
- Marisa (Music for Millions), regia di Henry Koster (1944)
- Sua altezza e il cameriere (Her Highness and the Bellboy), regia di Richard Thorpe (1945)
- The Sailor Takes a Wife, regia di Richard Whorf (1945)
- Due sorelle di Boston (Two Sisters from Boston), regia di Henry Koster (1946)
- Nuvole passeggere (Till the Clouds Roll By), regia di Richard Whorf (1946)
- In fondo al cuore (The Secret Heart), regia di Robert Z. Leonard (1946)

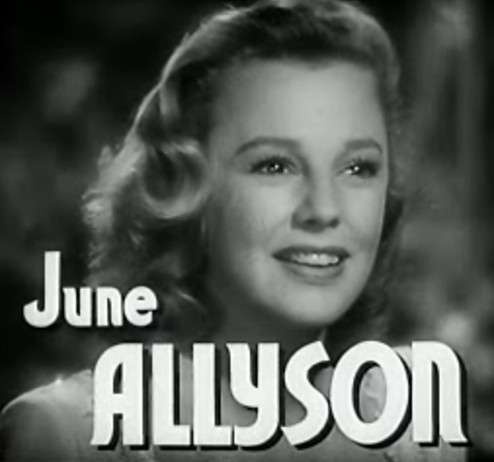
June Allyson ne L'isola sulla montagna (1947)

- L'isola sulla montagna (High Barbaree), regia di Jack Conway (1947)
- Good News, regia di Charles Walters (1947)
- La sposa ribelle (The Bride Goes Wild), regia di Norman Taurog (1948)
- I tre moschettieri (The Three Musketeers), regia di George Sidney (1948)
- Parole e musica (Words and Music), regia di Norman Taurog (1948)
- Piccole donne (Little Women), regia di Mervyn LeRoy (1949)
- Il ritorno del campione (The Stratton Story), regia di Sam Wood (1949)
- Testa rossa (The Reformer and the Redhead), regia di Melvin Frank e Norman Panama (1950)
- Il messicano (Right Cross), regia di John Sturges (1950)
- L'ingenua maliziosa (Too Young to Kiss), regia di Robert Z. Leonard (1951)
- La dama bianca (The Girl in White), regia di John Sturges (1952)
- Essi vivranno (Battle Circus), regia di Richard Brooks (1953)
- La porta del mistero (Remains to Be Seen), regia di Don Weis (1953)
- La storia di Glenn Miller (The Glenn Miller Story), regia di Anthony Mann (1954)
- La sete del potere (Executive Suite), regia di Robert Wise (1954)
- Il mondo è delle donne (Woman's World), regia di Jean Negulesco (1954)
- Aquile nell'infinito (Strategic Air Command), regia di Anthony Mann (1955)
- La figlia di Caino (The Shrike), regia di José Ferrer (1955)
- Una tigre in cielo (The McConnell Story), regia di Gordon Douglas (1955)
- Sesso debole? (The Opposite Sex), regia di David Miller (1956)
- Autostop (You Can't Run Away from It), regia di Dick Powell (1956)
- Interludio (Interlude), regia di Douglas Sirk (1957)
- L'impareggiabile Godfrey (My Man Godfrey), regia di Henry Koster (1957)
- Uno sconosciuto nella mia vita (A Stranger in My Arms), regia di Helmut Käutner (1959)
- Chi ha ucciso Jenny? (They Only Kill Their Masters), regia di James Goldstone (1972)
- Blackout: inferno nella città (Blackout), regia di Eddy Matalon (1978)

### Televisione
- The Dick Powell Show – serie TV, 3 episodi (1962-1963)
- La legge di Burke (Burke's Law) – serie TV, episodio 1x14 (1963)
- L'incredibile Hulk (The Incredible Hulk) – serie TV, episodio 3x03 (1979)
- La signora in giallo (Murder, She Wrote) – serie TV, episodio 1x06 (1984)

## Riconoscimenti
- Golden Globe
  - 1952 – Migliore attrice in un film commedia o musicale per L'ingenua maliziosa
- Hollywood Walk of Fame
  - Stella

## Doppiatrici italiane
- Miranda Bonansea in In fondo al cuore, Una tigre in cielo, Essi vivranno!, L'ingenua maliziosa, L'isola sulla montagna, Marisa, Il messicano, I tre moschettieri, Piccole donne, Il ritorno del campione, Sesso debole?, La sete del potere, La sposa ribelle, La dama bianca, Testa rossa
- Rosetta Calavetta in Interludio, Uno sconosciuto nella mia vita, L'impareggiabile Godfrey, La storia di Glenn Miller
- Rina Morelli in La figlia di Caino, Il mondo è delle donne, Aquile nell'infinito
- Lydia Simoneschi in Sua altezza e il cameriere
- Andreina Pagnani in Due ragazze e un marinaio
- Alina Moradei in L'incredibile Hulk
- Adriana De Roberto in L'angioletto senza ali
- Serena Verdirosi in La storia di Glenn Miller (ridoppiaggio)
- Cristina Grado in La signora in giallo